# 遅万春
遅万春（ち まんしゅん、1946年4月 - ）は、中華人民共和国解放軍の軍人、上将。

## 概要
1946年4月山東省威海市文登生まれ。装備部政治委員、上将（大将）「学習型党組織建設的意見（关于推进学习型党组织建设的意见）」を中央に建白した事がある。

## 来歴
- 1946年 山東省生まれ
- 1970年 ハルビン軍事工学院（航空武器）卒業
- 1971年4月 中国共産党入党
- 1986年12月 国防科学工業委員会 後方勤務部政治部 主任
- 1988年8月 国防科学工業委員会西安衛星測量控御基地 副政治委員
- 1993年2月 太原衛星発射基地 政治委員
- 1993年7月 少将に昇進
- 1995年 国防科学工業委員会 政治部副主任
- 1999年1月 装備部政治部 主任
- 1999年6月 国防科学技術大学 政治委員
- 2000年7月 中将に昇進
- 2002年10月 装備部政治委員
- 2006年6月24日 上将に昇進